# Charles Strouse
Charles Strouse (Nova York, 7 de juny de 1928 — 15 de maig de 2025) fou un compositor estatunidenc destacat en el teatre musical de Broadway. Autor de musicals com Annie, Bye Bye Birdie i Applause, va guanyar dos premis Tony i un Emmy. Algunes de les seves cançons, com «Put on a Happy Face», són referents de la cultura popular. També compongué per al cinema i la televisió, incloent-hi la música d’All in the Family i bandes sonores com la de Bonnie and Clyde (1967). El 1985 ingressà al Saló de la Fama dels Compositors.